# Udo Frese
Udo Frese (* 1972) ist ein deutscher Wissenschaftler mit Forschungsschwerpunkt Maschinelles Sehen und Professor für Informatik an der Universität Bremen, sowie wissenschaftlicher Mitarbeiter am Deutschen Forschungszentrum für Künstliche Intelligenz.

## Leben
Frese studierte Informatik in Paderborn und arbeitete als wissenschaftlicher Mitarbeiter am Deutschen Zentrum für Luft- und Raumfahrt. Er promovierte an der Friedrich-Alexander-Universität Erlangen-Nürnberg und wurde 2008 zum Juniorprofessor an der Universität Bremen ernannt. Seit 2014 ist Frese ebendort ordentlicher Professor.